# Dziewica z Orleanu
Dziewica z Orleanu – nieukończony poemat Adama Mickiewicza z 1817, będący tłumaczeniem utworu Woltera Pucelle d’Orléans.
Oryginalny utwór Woltera składał się z 21 pieśni. Nawiązywał do postaci bohaterki narodowej Francji Joanny d’Arc, miał jednak charakter satyryczny, wyśmiewając głupotę, oszustwo i niskie instynkty.
Z tłumaczenia Mickiewicza zachowała się V pieśń, aczkolwiek wiadomo, że Mickiewicz miał przygotowanych więcej materiałów i do przekładu wracał jeszcze w okresie kowieńskim. Zachowane fragmenty świadczą, że był to przekład dość swobodny. W kręgu przyjaciół poety utwór ten był określany potocznie jako Darczanka. Utwór jest jednym z najwcześniejszych zachowanych dzieł Mickiewicza. Jego fragmenty poeta zaprezentował na spotkaniach Towarzystwa Filomatów w grudniu 1817 i lutym 1820. Fragment utworu zachował się w archiwum Filomatów.